# Mac Flecknoe
Mac Flecknoe; or, A Satyr on the True-Blew-Protestant Poet, T. S. is een satirisch dichtwerk van John Dryden, voor het eerst gepubliceerd in 1682. Het gedicht is een onverbloemde aanval op Thomas Shadwell, toneelschrijver en een tijdgenoot van Dryden, met wie hij omstreeks 1680 een hoogoplopende ruzie had gekregen. In dit gedicht van 217 jambische vijfvoeten rekent Dryden dermate agressief met Shadwell af, dat Shadwell in de loop der eeuwen vooral om zijn vete met Dryden herinnerd werd. Mac Flecknoe heeft ten dele de vorm van een ironische lofrede: Shadwell wordt als de ‘held’ van het epos voorgesteld die de troon van Flecknoe moet innemen, koning van „all the realms of Non-sense, absolute” (alle rijken van volslagen onzin). In 1681 had Dryden Shadwell zijdelings reeds in zijn veel langere gedicht Absalom and Achitophel aangevallen, dat echter op het bredere conflict tussen Tories en Whigs ingaat, de twee partijen die zich recentelijk hadden gevormd. 

## Vete tussen Dryden en Shadwell

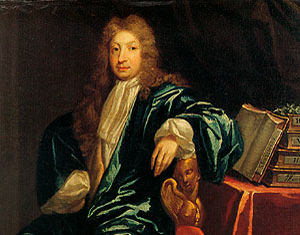
John Dryden

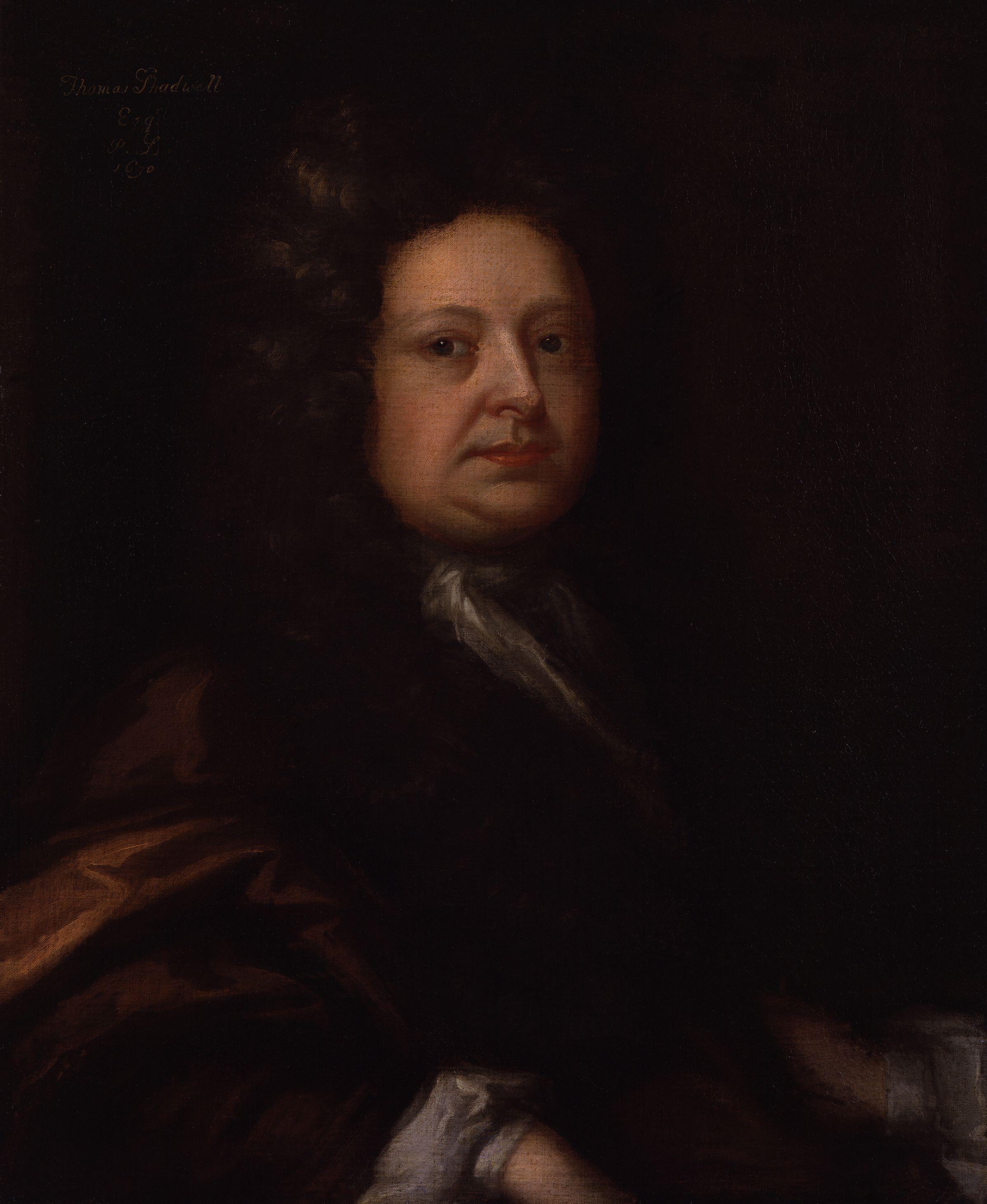
Thomas Shadwell

In de jaren 1670 hadden Dryden en Shadwell een vriendschappelijke verstandhouding; beiden waren gerespecteerde toneelschrijvers, en Dryden leverde nog in 1679 een proloog voor Shadwells stuk A True Widow. Echter, de zogenaamde Paapse samenzwering van Titus Oates zorgde aan het eind van het decennium voor grote ophef in het land, toen Oates het valse gerucht verspreidde dat de Engelse katholieken een staatsgreep beraamden. Koning Karel II had geen wettige kinderen, maar wel een buitenechtelijke zoon, James, hertog van Monmouth. Karel had katholieke sympathieën, maar was op religieus vlak een opportunist en bleef officieel protestant; zijn broer, de latere Jacobus II, was daarentegen overtuigd en openlijk katholiek. Omdat op dat moment in Frankrijk Lodewijk XIV aan de macht was, die als absoluut monarch én als katholiek regeerde, wilden de voorstanders van de parlementaire vrijheden in Engeland, onder leiding van Shaftesbury, met alle middelen verhinderen dat Jacobus Karel zou opvolgen. Shaftesbury diende de Exclusion Bill in, die Monmouth officieel als troonsopvolger moest erkennen. Er tekenden zich twee facties in het House of Commons af: enerzijds koningsgezinde ‘Tories’, die de officiële lijn van de vorst als hoofd van de Anglicaanse Kerk volgden, anderzijds ‘Whigs’ die bijwijlen van de staatskerk afweken en die zo veel mogelijk macht bij het parlement wilden leggen. Dryden was de Poet Laureate van Karel II en een toegewijd voorstander van het koningshuis. Daarenboven zou hij zich onder Jacobus II tot het katholicisme bekeren, een stap die hij verantwoordde met zijn allegorisch dichtwerk The Hind and the Panther. Shadwell koos daarentegen de zijde van Shaftesbury, die door Dryden in Absalom and Achitophel als een zeer boosaardige snoodaard wordt afgeschilderd.
Van toen af aan gooiden beide dichters geregeld modder naar elkaar. Drydens dichtwerk The Medal is een afrekening met Shaftesbury, met als voorwoord „An Epistle to the Whigs”, en werd in hetzelfde jaar als Mac Flecknoe gepubliceerd. In Absalom and Achitophel voert Dryden de personages Og en Doeg op, die symbool staan voor Shadwell en Elkanah Settle, twee protestantse dichters van wie hij stelt dat ze uitsluitend dankzij zijn satire herinnerd zullen worden. In 1688 antwoordde Shadwell op de beledigingen met het satirische gedicht The Medal of John Bayes, met als voorwoord „An Epistle to the Tories”. In dat jaar werd Jacobus II afgezet en verloor Dryden zijn post als hofdichter, waarop Shadwell de nieuwe Poet Laureate werd onder de protestantse dubbelmonarchie van ‘William and Mary’.

## Inhoud
Richard Flecknoe was een 17de-eeuwse dichter, van wie Dryden kennelijk geen hoge dunk had. Flecknoe is koning van de onzin. Hij heeft er een lange carrière opzitten waarin hij in proza en vers bewierookt wordt, maar hij voelt zijn einde genaken en is op zoek naar een waardige opvolger.
| ALL humane things are subject to decay,          | Elke mensenzaak komt in verval;                |
| And, when Fate summons, Monarchs must obey :     | Monarchen volgen wat het lot beval:            |
| This Fleckno found, who, like Augustus, young    | Aldus Flecknoe, die, als Augustus, vroeg       |
| Was call’d to Empire and had govern’d long :     | Benoemd geweest was, en zijn ambt lang droeg,  |
| In Prose and Verse was own’d, without dispute    | Voor wie waarlijk, in proza en in dichten,     |
| Through all the realms of Non-sense, absolute.   | Allen in het rijk der onzin zwichtten.         |
| This aged Prince now flourishing in Peace,       | Die prins, die op zijn oude dag nu bloeide,    |
| And blest with issue of a large increase,        | Gezegend met een nakroost dat steeds groeide,  |
| Worn out with business, did at length debate     | Beried zich lang, het werken zat,              |
| To settle the Succession of the State ;          | Om wie hem op te volgen had.                   |
| And pond’ring which of all his Sons was fit      | En denkend, wie het best de staat kon leiden   |
| To Reign, and wage immortal War with Wit,        | En wie het best de humor kon bestrijden,       |
| Cry’d, ’tis resolv’d ; for Nature pleads that He | Riep: „Dat is het! Moeder Natuur zegt: hij     |
| Should onely rule, who most resembles me :       | Is best geschikt, die het meest lijkt op mij.” |
| Sh— alone my perfect image bears,                | Alleen Shadwell verbeeldt mijn geest volmaakt, |
| Mature in dullness from his tender years ;       | Van kindsbeen af door saaiheid groot gemaakt;  |
| Sh— alone of all my Sons is he                   | Geen enkel van mijn zonen is zo groot          |
| Who stands confirm’d in full stupidity.          | Als Shadwell, de volmaakte idioot.             |

Flecknoe steekt de loftrompet over de lyrische gaven van Shadwell: Shadwell schrijft zodanig goed dat niemand begrijpt waar hij het over heeft; zijn verzen schitteren in „gedachteloze majesteit”. De geniale Thomas Heywood en James Shirley waren slechts flauwe afkooksels van de briljante Shadwell: „Heywood and Shirley were but Types of thee, / Thou last great Prophet of Tautology”. Zelfs Flecknoe in eigen persoon was slechts een wegbereider voor de glorieuze intrede van Shadwell, die dag dat hij vol trots, in een bootje vóór de koning, de Theems op roeide; het leek wel de grote Arion. Shadwells zoete verzen weergalmen over het hele land: „Echoes from Pissing-Ally, Sh— call, / And Sh— they resound from A— Hall”.
Flecknoe richt een troon in voor Shadwells kroningsceremonie, en als locatie kiest hij Barbican. In de 17de eeuw was deze wijk geen kunstencentrum, maar stonden er vooral veel bordelen. De grote Thomas Dekker had immers voorspeld dat hier ooit een groot kunstenaar zou regeren: „For ancient Decker prophesi’d long since, / That in this Pile should Reign a mighty Prince, / Born for a scourge of Wit, and flayle of Sense”.
De glorieuze intrede van de nieuwe vorst wordt gevolgd door een plechtige ceremonie, waarin Shadwell tot koning van de onzin wordt gekroond. Op de straten ligt geen Perzisch tapijt, maar de ledematen van uiteengereten dichters. Uit de stoffige winkeltjes komen verwaarloosde schrijvers, die eigenlijk niets dan stront zijn.
| No Persian Carpets spread th’ imperial way, | En op des keizers weg lag geen tapijt,         |
| But scatter’d Limbs of mangled Poets lay ;  | Maar dichterledematen uitgespreid;             |
| From dusty shops neglected Authors come,    | Daarbuiten kropen muffe schrijvers rond,       |
| Martyrs of Pies and Reliques of the Bum.    | Ten prooi aan vraatzucht en recht uit de kont. |
| Much Heywood, Shirley, Ogleby there lay,    | Veel Heywood, Shirley, Ogilby lag daar;        |
| But loads of Sh— almost choakt the way.     | Met massa’s Shadwell werd de weg onklaar.      |

Shadwell legt de eed af met de koninklijke scepter in zijn rechterhand en een grote pul bier in de linkerhand. Hij zweert dat hij tot der dood de ware Saaiheid zal handhaven, en nimmer de strijd met humor en logica zal staken. Daarnaast zweert Shadwell dat hij een doodsvijand van Rome zal zijn. Er verschijnen twaalf uilen, hetgeen als een gunstig voorteken wordt beschouwd. Flecknoe is ontroerd en hoopt dat zijn zoon van Ierland tot Barbados moge regeren. Hij spreekt de wens uit dat Shadwell grensverleggende onbeschoftheid en onwetendheid moge voortbrengen: „Then thus continued he, my son, advance / Still in new Impudence, new Ignorance.” Vervolgens geeft Flecknoe een opsomming van enkele schitterende toneelstukken waarmee Shadwell heeft bewezen dat hij geen hulp van anderen nodig heeft om wartaal uit te slaan, maar dat de saaiheid en de verveling een heel natuurlijke gave voor hem zijn. Shadwell is zelfs veel getalenteerder dan de grote John Ogilby, want die is er nooit in geslaagd om goedkoop volksvermaak met vulgariteiten voort te brengen wanneer hij een toneelstuk wilde schrijven: „Where sold he Bargains, Whip-stich, kiss my Arse, / Promis’d a Play and dwindled to a Farce?”
In het laatste gedeelte spreekt Dryden tot Shadwell bij monde van Flecknoe. Shadwell kan geen satire schrijven, want zijn pen is niet scherp genoeg, ook al heeft hij genoeg venijn in zijn hart: „With whate’er gall thou settst thy self to write, / Thy inoffensive Satyrs never bite. / In thy fellonious heart though Venom lies, / It does but touch thy Irish pen, and dyes.” In het schrijven van jamben is hij ook niet goed; Flecknoe raadt hem aan, voortaan geen toneelstukken maar anagrammen en acrosticha te bedenken. Of misschien kan hij liederen voor de luit componeren. Terwijl hij echter Shadwell aan het adviseren is, wordt hij in een hinderlaag gelokt door Bruce en Longvil, twee personages uit Shadwells toneelstuk The Virtuoso. Tijdens zijn val verliest Flecknoe zijn mantel van drugget, die op Shadwell belandt. „The Mantle fell to the young Prophet’s part / With double portion of his Father’s Art.”